# Рефранкоре
Рефранко̀ре (на италиански: Refrancore; на пиемонтски: 'l Francò, Ъл Франко) е село и община в Северна Италия, провинция Асти, регион Пиемонт. Разположено е на 150 m надморска височина. Населението на общината е 1666 души (към 2013 г.).